# Mines d'asphalte de la Presta
Les mines d’asphalte de la Presta sont d'anciennes mines d'asphalte situées en Suisse dans le canton de Neuchâtel à Travers.

## Histoire
En 1711, Eyrini d'Eyrinis, savant grec intéressé par la géologie, découvre au Val-de-Travers, dans le ravin de l'un des affluents de l'Areuse, un calcaire imbibé d'asphalte. Il obtient une concession en 1717 et commence l'exploitation sur la rive gauche de l'Areuse. Celle-ci, dès 1840, se poursuit sur la rive droite, où l'on peut encore observer les vestiges de la mine de la Presta qui se visitent aujourd'hui.
Anciennement, l'exploitation se faisait à ciel ouvert, mais dès 1869, les ouvriers creusent des galeries souterraines, et, comme dans toutes les mines, le minerai est amené à l'air libre grâce à des wagonnets sur rails. Le dernier cheval quitte la mine en 1973, mais l'exploitation se poursuit jusqu'en 1986.
Pour l'extraction du précieux matériau, les blocs de calcaire sont concassés, réduits en poudre et chauffés pour en extraire l'asphalte. Celui-ci, encore liquide, était versé dans des moules pour former, en refroidissant, de gros pains hexagonaux.
Initialement, l'asphalte n'avait que peu d'applications, essentiellement médicales, ainsi que pour étancher des fontaines et des coques de bateaux. Propriétaire de 1841 à 1848, l'industriel Philippe Suchard donne cependant à ce matériau une publicité qui le fait connaître dans toute la Suisse romande et au-delà. L'architecte vaudois Henri Perregaux signale en 1844 le grand développement que prend l'usage de l'asphalte, qu'il provienne de Seyssel ou du Val-de-Travers.